# 팰컨 9
팰컨 9(영어: Falcon 9)는 스페이스X가 개발한 재사용 가능한 우주발사체이다. 2010년 6월 4일 최초발사했다. 9,900kg과 27,500kg의 적재물을 지구 저궤도(LEO)에 올리는 형태, 4,900kg과 12,000kg의 적재물을 정지궤도(GEO)에 올리는 형태 등 여러 가지로 제안되었다. 유선형에 지름 5.2m , 길이는 70m가 된다. 팰컨 9 v1.0, 팰컨 9 v1.1, 팰컨 9 v1.2( 팰컨9 블록3, 팰컨9 블록4, 팰컨9 블록5)가 있다. 액체 산소와 RP1을 주연료로 사용한다. 팰컨 9의 1단계 추진체는 대기권 재진입 및 엔진 재점화가 가능하여 착륙 패드 또는 해상 로켓 회수 드론쉽(ASDS)를 통해 회수하여 재활용이 가능하다. 2단계 추진체의 페어링 또한 재활용 가능하다.
팰컨 9은 나사의 상업 물자 운송(CRS) 프로그램과 상업용 궤도 운송 서비스(COTS) 프로젝트에 따라 화물과 승객을 운반하는 스페이스X 드래곤의 발사체이며, 스페이스X 크루 드래곤과 카고 드래곤의 발사체로 운용되고 있다. 또한 팰컨 9은 스타링크 위성군 구성 프로그램의 주요 발사체이다.

## 역사

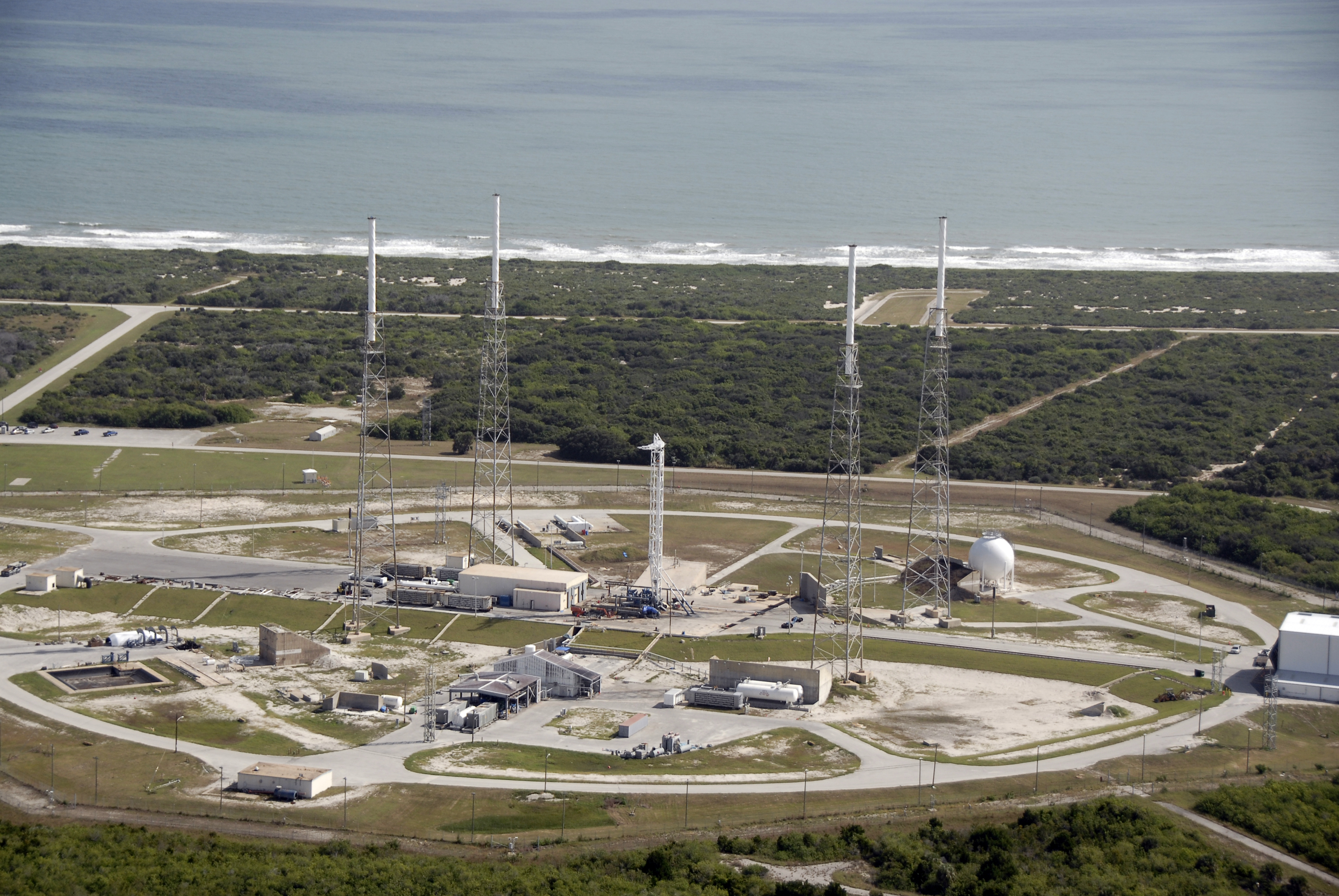
케이프 커내버럴 공군기지

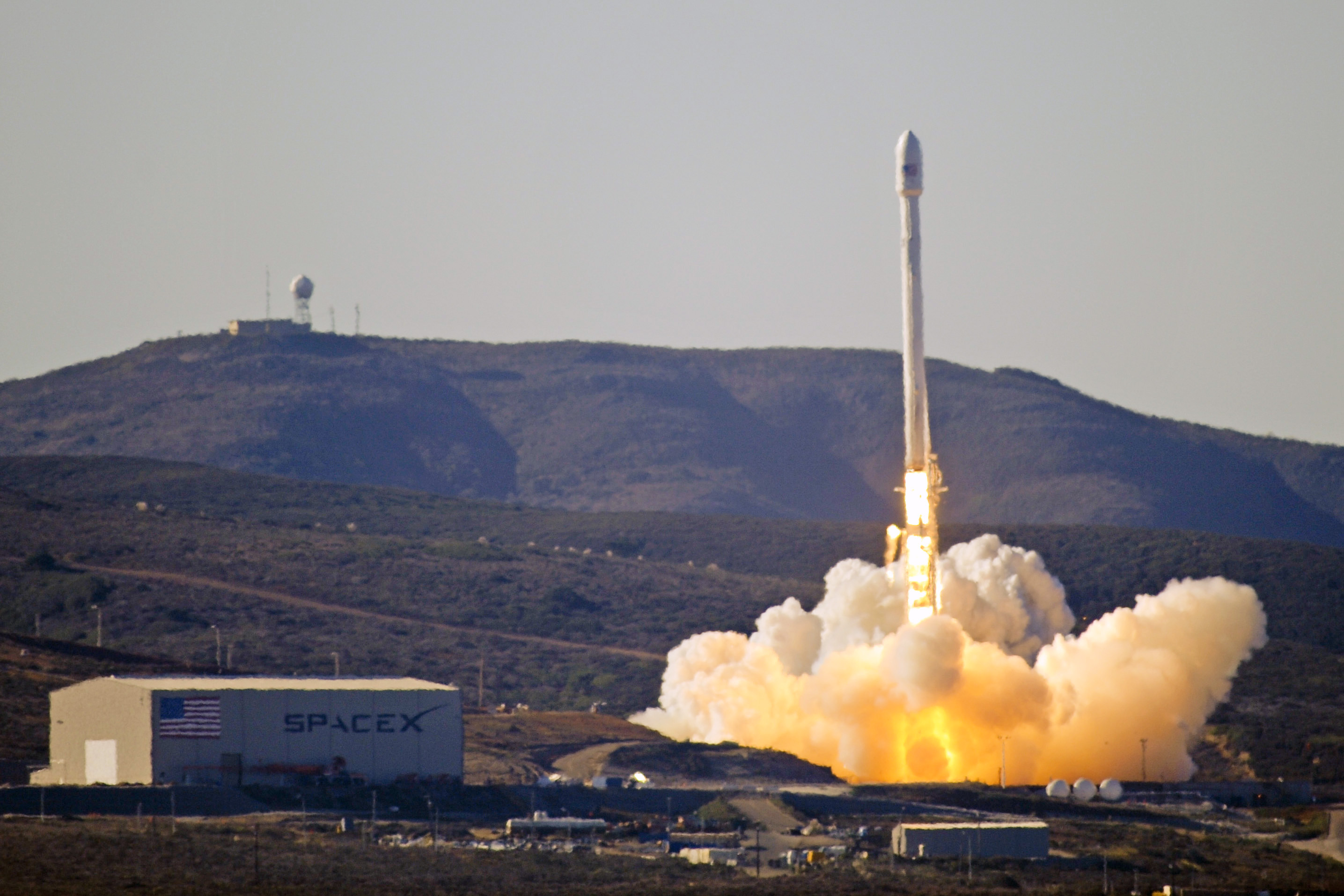
반덴버그 공군기지 SLC-4E

2006년 미국 NASA는 우주왕복선을 퇴역시키고, 상업용 궤도 운송 서비스를 통해, 민간 로켓 업체에 외부 위탁해서 국제 우주 정거장의 화물을 운반할 것이라고 밝혔다. 오비털 사이언스의 안타레스 로켓과 스페이스X 팰컨 9가 선정되었다. NASA로부터 받은 돈으로 인해, 스페이스X 로켓 사업이 탄력을 받았다.
2006년 3월 24일, 팰컨 1를 최초로 발사했다. 영화 스타 워즈에서 한 솔로와 우키족 츄바카가 같이 타던 우주선 밀레니엄 팰컨(Millennium Falcon)에서 이름을 따왔다.
2008년 NASA는 스페이스X와 12회의 국제 우주 정거장의 화물 운반계약을 체결했다.
2010년 6월 4일, 팰컨 1를 9개 묶은 팰컨 9 v1.0을 최초로 발사했다.
2012년 10월 8일, 팰컨 9 v1.0을 사용해 국제 우주 정거장의 화물을 최초로 운반했다.
2013년 11월 4일, 일론 머스크는 멀린 1D 엔진이 실제로는 85% 추력으로 사용되고 있다면서, 해면추력 730 kN (165,000 lbf, 74.8 톤힘)까지 추력을 낼 수 있다고 말했다.
2016년 5월, 스페이스X는 멀린 1D 엔진을 진공추력 914 kN (205,500 lbf, 93.2 톤힘), 해면추력 845 kN(190,000 lbf, 86 톤힘)으로 업그레이드 할 것이라고 발표했다. 그렇게 되면, 팰컨 9 로켓으로 22톤의 화물을 지구 저궤도에 올릴 수 있다.
2017년 10월 30일, 한국의 KT와 계약을 체결하여 Koreasat 5A를 천이 공전 궤도에 발사하며 한국 기업과 최초로 협업하였다.
2018년 5월 11일, 기존의 블록4에서 성능이 큰 폭으로 개선된 팰컨9 블록5를 최초로 발사했다.
2018년 12월, 회수된 팰컨9 1단 추진체(블록4)를 팰컨 헤비의 보조 부스터로 재활용했다.
2019년 4월 11일, 회수된 팰컨9 1단 추진체(블록5)를 팰컨 헤비의 보조 부스터로 재활용하여 최초로 성공적인 발사를 이루어냈다.
2020년 5월 30일, 민간 기업으로서는 최초로 크루 드래곤 데모 2를 통해 국제 우주 정거장에 사람을 운송하였다.
2020년 7월 20일, 최초의 한국 군사 위성을 발사하였다.
2020년 10월 10일 기준 v1.0 5회, v1.1 15회, v1.2 74회, 모두 94회 발사했다. v1.0의 경우 1회 부분 실패하였으며 v1.1의 경우 공중 폭파, v1.2 블록 4의 1단 추진체 점검 중 폭파 사례를 제외하여 총 92회 성공적으로 발사했다.

## 주요 비행
- 1번째 발사 - 드래곤 우주 비행 적합성 판단 테스트. 팰컨 9과 드래곤의 첫 비행 (드래곤 우주 비행 적합성 판단 테스트 유닛 / Dragon Spacecraft Qualification Unit)
- 3번째 발사 - 나사 COTS 프로젝트 일환으로서 국제 우주 정거장에 첫 화물 배송 (드래곤 C2+ / Dragon C2+)
- 6번째 발사 - 반덴버그 공군기지에서 발사된 첫번째 팰컨 9 v1.1, 1단계 추진체의 회수의 첫 시도 (카시오페 위성 / CASSIOPE)
- 7번째 발사 - 첫 상업적 통신위성 페이로드 발사, 첫 정지 천이 궤도 발사 (SES-8 통신 위성 / SES-8)
- 9번째 발사 - 착륙용 다리가 처음으로 추가됨, 처음으로 조정된 해상 착륙 시도 (미국 항공 우주국 CRS-3 / SpX-3 국제 우주 정거장 물자 운송 미션, 드래곤 C105 / Dragon C105)
- 15번째 발사 - L1 지점의 탈출 속력을 처음으로 돌파한 비행 (디스커버 기상 위성 / DSCOVR)
- 19번째 발사 - 구조적 불안정과 2단계 추진체 과부하로 인한 첫 완전한 비행 실패 (미국 항공 우주국 CRS-7 / SpX-7 국제 우주 정거장 물자 운송 미션, 드래곤 C109 / Dragon C109)
- 20번째 발사 - 오비털 로켓의 첫 역방향 착륙 성공 (Orbcomm OG2 통신위성 / Orbcomm OG2)
- 23번째 발사 - 드론 쉽을 통한 로켓의 첫 해상 수거 성공 (미국 항공 우주국 CRS-8 / SpX-8 국제 우주 정거장 물자 운송 미션, 드래곤 C110 / Dragon C110)
- 29번째 발사(취소) - 정지 연소 테스트 도중 추진체 폭파로 인한 로켓과 적재물 손실 (아모스 6 통신위성 / Amos 6)
- 30번째 발사 - 케네디 우주 센터 제39발사단지 (LC-39A)에서의 첫 발사 (미국 항공 우주국 CRS-10 / SpX-10 국제 우주 정거장 물자 운송 미션, 드래곤 C112 / Dragon C112)
- 32번째 발사 - 회수된 로켓의 첫 재사용 (팰컨 9 1단 추진체 B1021번) 및 첫 2단계 페어링 회수 (SES-10 통신위성 / SES-10)
- 41번째 발사 - 첫 스페이스 플레인 발사 (보잉 X-37B 궤도 테스트기 OTV-5 / Boeing X37B Orbital Test Vehicle OTV-5)
- 54번째 발사 - 케네디 우주 센터 제39발사단지에서 발사된 첫 팰컨 9 FT 블록5 (Bangabandhu-1 방글라데시 통신, 지리, 방송위성 / Bangabandhu-1)
- 58번째 발사 - 현재 정지 천이 궤도에 발사한 가장 무거운 위성 (텔스타 19V 통신위성 / Telstar 19V)
- 69번째 발사 - 크루 드래곤 첫 발사 (미국 항공 우주국 COTS 상업용 궤도 운송 서비스 프로젝트 크루 드래곤 데모-1 / Crew Dragon Demo-1, 크루 드래곤 C201 / Crew Dragon C201)
- 72번째 발사 - 상업 발사 위성중 가장 값비싼 위성 ( 레이더셋 컨스텔레이션 미션 / RADARSAT Constellation - RCM)
- 85번째 발사 - 크루 드래곤의 첫 승무원 발사 (미국 항공 우주국 COTS 상업용 궤도 운송 서비스 프로젝트 크루 드래곤 데모-2 / Crew Dragon Demo-2, 크루 드래곤 C206 엔데버 / Crew Dragon C206 Endeavor)
- 91번째 발사 - 궤도 발사체의 회수 및 재발사 최고 기록 경신(6회 재발사) (SpaceX Starlink v1.0 L10 (x60) / 스페이스X 스타링크 v1.0 L10)

## 버전
팰컨 9의 최초 버전인 팰컨 9 v1.0은 2010년부터 2013년간 5번의 성공적인 오비털 발사를 진행했다. 팰컨 9 1.0보다 큰 팰컨 9 v1.1은 2013년에 첫 발사를 진행했다. 팰컨 9 v1.1의 데모 미션은 매우 작은 500kg 규모의 카시오페 기상 관측 위성을 궤도상으로 쏘아 올렸다. 하지만 SES-8 통신 위성을 시작으로 점점 큰 위성을 쏘아올리기 시작했다. 팰컨 9 v1.0과 팰컨 9 v1.1은 모두 소모성 우주 발사체 (ELV)이다. 팰컨 9 Full Thrust(v1.2)는 2015년 8월에 최초로 비행하였으며, 이것의 1단 발사체는 재활용이 가능하다. 현재 사용중인 버전인 팰컨 9 블록 5는 2018년 5월에 최초로 비행하였다.

### v1.0

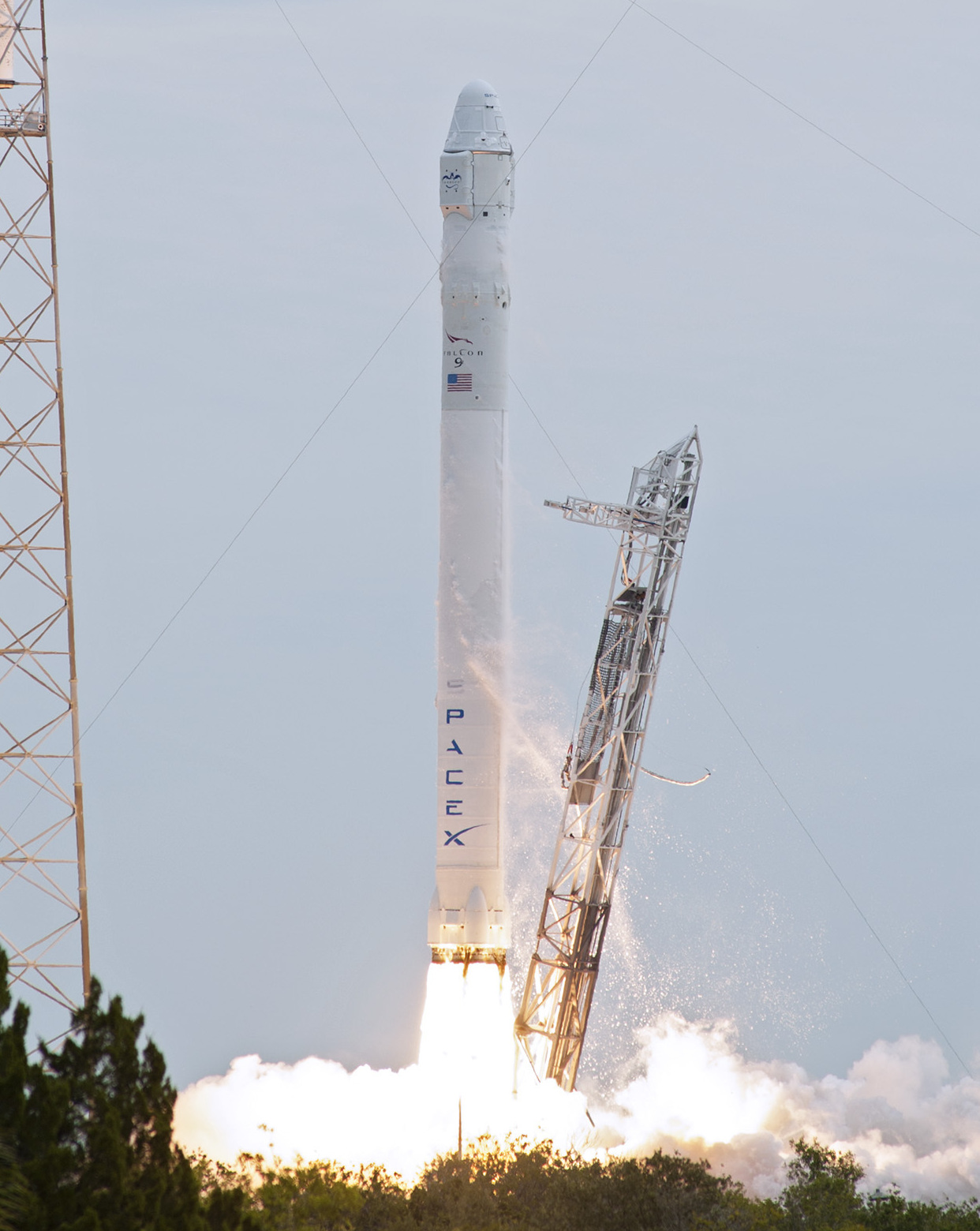
2012년, 팰컨 9 v1.0이 ISS에 화물을 운송하기 위해 드래곤 우주선을 발사하는 모습. B0005

팰컨 9 우주 발사체의 최초 버전, 팰컨 9 1.0은 2005년부터 2010년까지 5년간 개발된 소모성 우주 발사체 (ELV)이다. 2010년에 최초로 발사되었으며 은퇴하기 전까지 2010년부터 2013년간 총 5회 성공적으로 비행하였다.

팰컨 9 v1.0 (왼쪽) 그리고 v1.1 (오른쪽)의 엔진 구성

팰컨 9 v1.0은 3X3 배열로 배치된 9개의 멀린 1C 엔진으로 작동되었다. 각각의 엔진은 556 kN (125,000 파운드힘)의 추력을 지녔고, 1단 추진체의 총 추력은 5,000 kN (1,100,000 파운드힘)이다. 팰컨 9 v1.0의 2단 추진체는 멀린 1C 진공 엔진 1기로 작동되었다. 기체 질소가 반응 억제제로 사용되었다.
스페이스X는 두 단계 모두 재활용이 가능하기를 희망했으나, 낙하산을 사용한 1단 추진체의 회수 시도는 성공적이지 못했다. 로켓 착륙을 위한 새로운 디자인을 고안하면서 일론 머스크는 재사용 가능한 팰컨 9 로켓을 위한 모금활동을 활발하게 진행했다.

### v1.1
팰컨 9 v1.1은 v1.0 보다 60퍼센트 더 무겁고, 60퍼센트 더 큰 추력을 가진 우주 발사체이다. 이것은 새롭게 디자인된 1단계 부스터의 디자인과 60퍼센트 더 길어진 연료 탱크를 보유하고 있어 대기권 재진입에 있어서 더 안정적이다. v1.1에 대한 개발 테스트는 2013년 6월에 완료되었다. 2013년 10월에 최초로 발사된 팰컨 9 v1.1은 '옥타고날' 패턴으로 배치된 총 9개의 멀린 1D 엔진을 사용하며, 스페이스X는 이를 Octaweb이라고 명칭한다. 이것은 로켓의 제조 과정을 단순화하기 위해 고안되었다.
팰컨 9 v1.1의 1단계 부스터는 5,885 kN (1,323,000 lbf)의 추력을 지닌다. 9개의 엔진은 180초간 연료를 연소시키며 대기권 탈출시 멀린 엔진의 추력은 총합 6,672Kn까지 상승한다. 멀린 엔진은 추력이 더 강력한 멀린 1D로 대체되었으며, 덕분에 LEO 페이로드의 중량이 9,000 kg (20,000 lb)에서 13,150 kg (28,990 lb)까지 상향되었다. 2단계 추진체 분리 시스템은 연료 효율을 고려하여 재디자인 되었으며 기존 12개의 접합부에서 3개의 접합부로 그 복잡성을 줄였다. 또한 팰컨의 발사 소프트웨어 또한 기존보다 개선되었다. 2013년 10월 발사에 따르면, 2단계 추진제는 외기권 로켓 엔진 재점화의 효율성을 높이도록 고안되었다고 한다.

### v1.2 또는 Full Thrust
팰컨 9 v1.2 또는 Full Thrust는 17퍼센트 높은 추력을 발휘할 수 있도록 개발된 극저온 연료 냉각 시스템, 개선된 2단계 분리 기능 및, 길어진 2단계 추진체, 그리고 더 강해진 헬륨 탱크를 지지대 등등 여러 부분에 있어서 큰 개선이 이루어졌다.
Full Thrust 버전은 2015년 12월 최초의 로켓 착륙과 2017년 3월 최초의 로켓 재사용 비행을 통해 재사용 가능한 우주발사체로 인정되었다. 하지만 로켓의 재사용을 위한 부가적인 장비와 로켓의 하중 증가 등 많은 문제가 발생하며 상업적 발사에서는 이 기술이 크게 주목받지 못하였다. 재사용 가능한 로켓 기술은 팰컨 9 그래스호퍼 프로토 타입에서 사용된 로켓 재사용 소프트웨어를 통해 개발되었다.

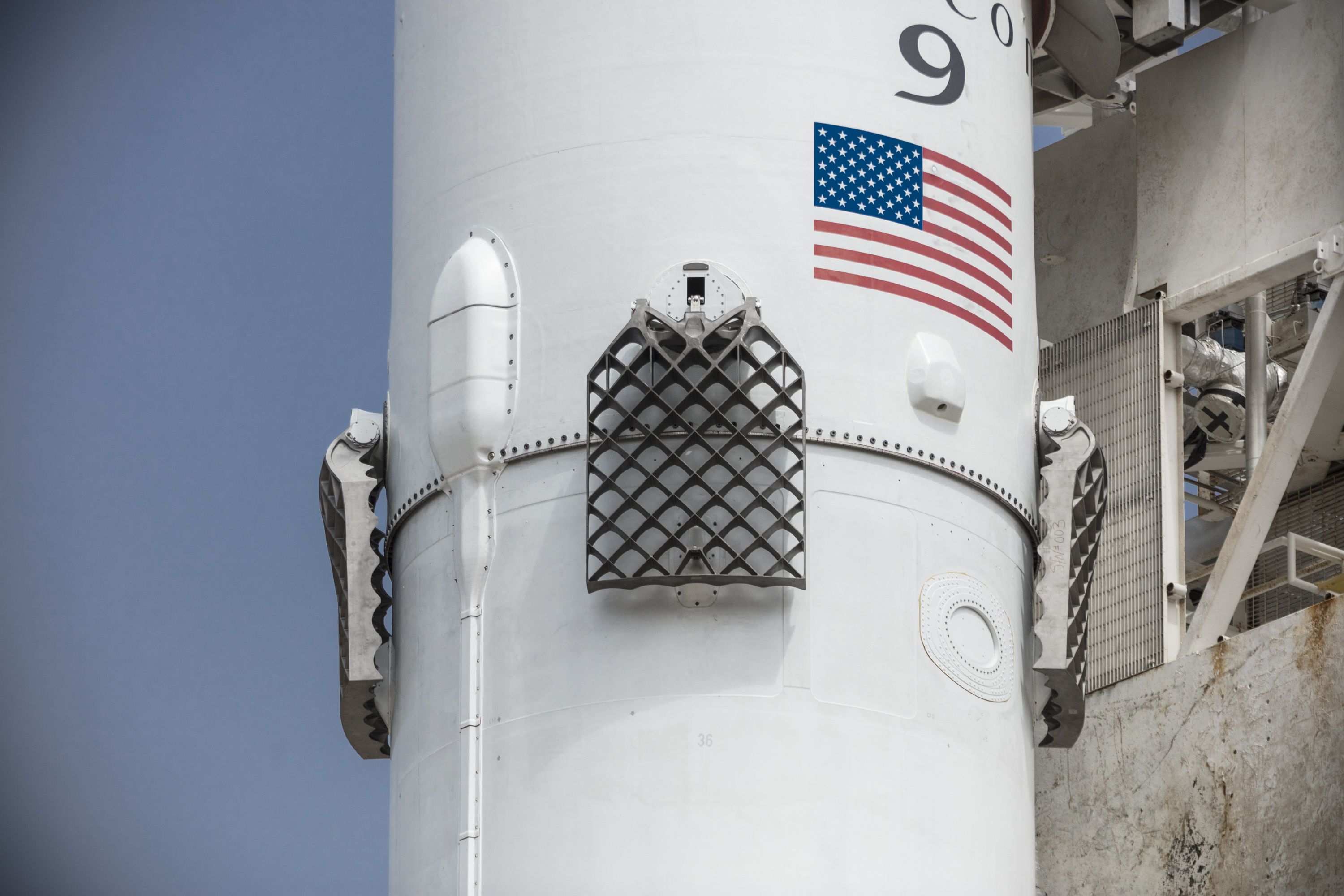
2017년 6월, 이리듐 NEXT 미션에서 추가된 신형 티타늄 그리드핀의 모습. B1036

2017년 2월 발사된 NASA의 CRS-10 미션에 사용된 부스터 B1031은 자율 비행 안전 시스템(AFSS)이 적용된 최초의 팰컨 9이었다. 2017년 3월 16일 이후 스페이스X의 모든 우주 발사체의 "온보드 포지셔닝, 내비게이션 및 타이밍 소스 및 의사 결정 로직을 갖춘 지상 기반 미사일 비행 제어 인원 장비"가 모두 AFSS로 대체되었다. AFSS는 공공 안전 및 장거리 로켓 발사의 안정화, 운용의 유연성, 발사대의 안정성, 그리고 비행 일정의 적중률 향상 등 많은 이점을 지니고 있다.
2017년 6월 25일, 이리듐 NEXT 위성 발사 미션에서 팰컨 9의 알루미늄 그리드핀이 티타늄 재질로 대체되었다. 이는 대기권 재진입시 로켓의 조종 능력 증가를 위함이다.

#### 블록 4
2017년, 스페이스X는 기존 Full Thrust 추진체에 실험적인 요소들을 추가하며 블록 4라는 명칭을 사용하기 시작했다. 블록 4 버전의 부스터는 블록 3와 블록 5의 중간 단계로 언급되었다. 이것은 블록 5를 위한 엔진 증분 추력 증가를 포함한다. 최초 비행은 2017년 8월 14일 나사의 CRS-12 미션을 통해 진행되었다.

#### 블록 5
2016년 10월 16일, 일론 머스크는 블록 5 버전의 부스터에 있어 "수집성에 있어 많은 사소한 개선이 이루어졌지만, 가장 중요한 것은 추력과 착륙용 다리의 개선이다."라고 언급했다. 2017년 1월, 머스크는 "격렬한 성능과 유연한 재사용 능력"이라며 덧붙였다. 그는 이 버전을 팰컨 9의 마지막 버전으로 언급하였다. 최초 비행은 2018년 5월 11일 Bangabandhu-1 위성의 발사로서 처음 이루어졌다. 블록 5의 2단계 추진체는 더 오랜 기간 궤도에 머무르며 최대 3회 엔진을 재점화 하여 수화물을 더 높은 궤도에 올리거나 궤도를 수정할 수 있는 능력을 보유한다.

## 능력

#### 퍼포먼스
| 버전                                                          | 팰컨 9 v1.0 (퇴역) | 팰컨 9 v1.1 (퇴역) | 팰컨 9 v1.2 또는 Full Thrust (FT)                          | 팰컨 9 v1.2 또는 Full Thrust (FT)                           |
| 버전                                                          | 팰컨 9 v1.0 (퇴역) | 팰컨 9 v1.1 (퇴역) | 블록 3 및 블록 4 (퇴역)                                    | 블록 5 (사용중)                                             |
| ------------------------------------------------------------- | ------------------ | ------------------ | ---------------------------------------------------------- | ----------------------------------------------------------- |
| 1단계 추진체                                                  | 9 × 멀린 1C        | 9 × 멀린 1D        | 9 × 멀린 1D (개선됨)                                       | 9 × 멀린 1D (개선됨)                                        |
| 2단계 추진체                                                  | 1 × 멀린 1C 진공   | 1 × 멀린 1D 진공   | 1 × 멀린 1D 진공 (개선됨)                                  | 1 × 멀린 1D 진공 (개선됨)                                   |
| 최고 높이 (미터)                                              | 53                 | 68.4               | 70                                                         | 70                                                          |
| 직경 (미터)                                                   | 3.66               | 3.66               | 3.66                                                       | 3.66                                                        |
| 초기 추력 (Kn)                                                | 3,807              | 5,885              | 6,804                                                      | 7,607                                                       |
| 이륙 질량 (톤)                                                | 318                | 506                | 549                                                        | 549                                                         |
| 페어링 직경 - 지름 (m)                                        | 빈칸               | 5.2                | 5.2                                                        | 5.2                                                         |
| 지구 저궤도 페이로드 (kg) ( 케이프 케네버럴 공군기지 발사시 ) | 8,500–9,000        | 13,150             | 22,800 (1단 추진체 소모성)                                 | ≥ 22,800 (1단 추진체 소모성) ≥ 16,800 (1단 추진체 재사용시) |
| 정지 천이 궤도 페이로드 (kg)                                  | 3,400              | 4,850              | 8,300 (1단 추진체 소모성) 대략 5,300 (1단 추진체 재사용시) | ≥ 8,300 (1단 추진체 소모성) ≥ 5,800 (1단 추진체 재사용시)   |
| 발사 성공률                                                   | 5 / 5              | 14 / 15            | 36 / 36 ( 점검 도중 폭파사례 1건 제외 )                    | 38 / 38                                                     |

1. ↑  The Falcon 9 v1.0 only launched the Dragon spacecraft; it was never launched with the clam-shell payload fairing.
2. ↑  Conversion of 18.5 US tons to 16.8 metric tons (1,000kg)
3. ↑  The only failed mission of the Falcon 9 v1.1 was SpaceX CRS-7, which was lost during its first stage operation due to an overpressure event in the second stage oxygen tank.

#### 신뢰성
스페이스x는 2011년까지 자사의 로켓들이 작고, 신뢰할 수 있으며 저렴한 비용으로 이용 가능할 것이라는 가설을 세웠고, 이에 마치 부응하는 것처럼 팰컨9 로켓은 96개 전체 미션 중 94개 미션을 성공적으로 완수했다. (2020년 7월 1일 기준) 1차 페이로드 배송은 성공하였으나 2차 페이로드 배송에서 오류가 발생한 CRS-1/SpX-1 미션, 공중에서 로켓이 폭파한 CRS-7/SpX-7 미션, 엔진 테스트 도중 추진체가 폭발해버린 Amos-6 미션을 제외하더라도 98.0%의 높은 발사 성공률을 보여주면서 97.4%의 성공률을 기록한 러시아의 소유즈 발사 체계, 88.6%의 성공률을 기록한 러시아의 프로톤 발사 체계, 95.2%의 성공률을 기록한 유럽의 아리안 5호 로켓, 94%의 성공률을 기록한 중국의 롱 마치 3B 로켓과 어께를 나란히 하고 있다.
스페이스x의 소형 모델인 팰컨1과 같이 팰컨9은 이륙하기 전 전체 엔진 점화와 시스템 안정성을 체크하는 홀드 다운 (Hold-down) 시스템을 갖추고 있다. 팰컨 9의 발사대는 발사 직후 로켓을 분리하는 것이 아니라 일시적으로 로켓을 잡아두면서 공기 배출과 모든 시스템의 정상작동 여부를 확인한 후 분리된다. 이러한 홀드 다운 시스템은 새턴 5호 로켓과 우주 왕복선 발사 체계에서도 사용되었으며 이 이외에도 연료 주입시 이상 정황 감지시 연료 주입을 긴급 정지하는 셧다운 시스템이 마련되어있다. 이외에도 스페이스x는 발사 전일 팰컨9 1단 추진체의 모든 엔진을 3.5초간 점화하여 엔진의 성능을 점검한다.

## 재사용 가능한 우주 발사체 (RLS)

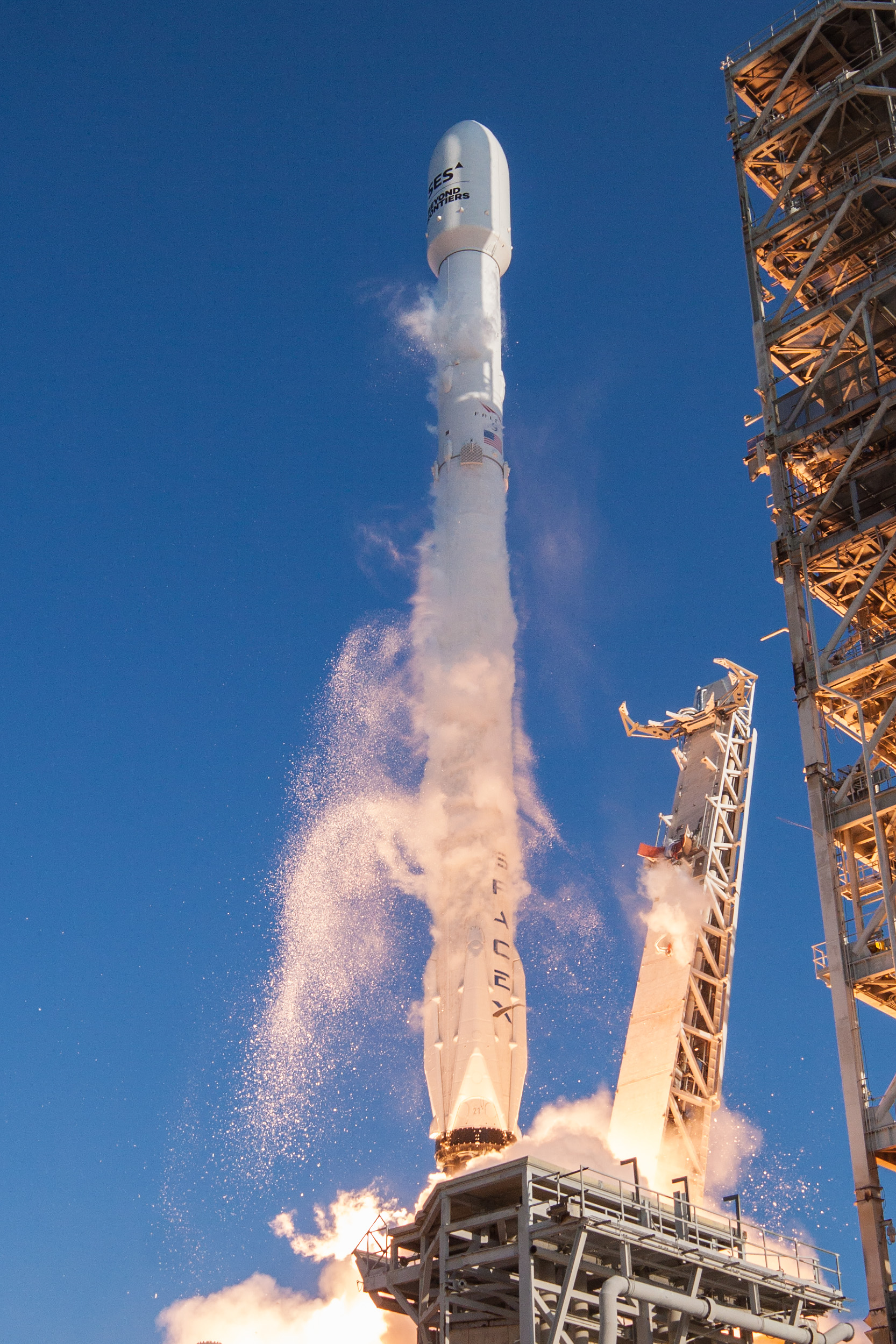
2017년 3월, 오비털 로켓의 최초 재비행. B1021

스페이스X는 몇 개의 초기 팰컨 9 발사체의 회수를 시도했다. 하지만 초기 발사체들은 스테이지 분리 후 대기권에 재진입할 때 발생하는 열과 공기 역학적인 충격을 견디기 힘들었고, 이러한 이유로 원래 계획이었던 낙하산을 이용한 회수는 일찌감치 취소되었다. 1단계 발사체의 회수에 실패 하였음에도 스페이스X는 더 어려운 2단계 발사체의 회수와 1단계 발사체의 회수가 모두 성공하기를 원했고, 따라서 발사 초기에는 2개 발사체 모두 코르크로 보호되었으며 각각 낙하산을 장착하여 해상에 원만하게 착륙하도록 하였다. 발사체들은 또한 부식에 유의하여 염분 저항성이 있는 물질에 절여졌다. 일론 머스크는 만약 발사체가 재사용에 실패한다면 "나는 우리가 실패했다고 생각하겠다."고 밝혔다.
2011년 말, 스페이스 X는 낙하산을 이용한 회수 계획을 철회하고 엔진을 재점화하여 역추진을 이용한 착륙을 시도할 것이라며 발사체 회수에 대한 기존의 시각을 바꿀 것이라고 발표하였다. 2012년, 로켓을 단순히 스러스터만을 사용하여 발사대에 착륙시키는 형태의 디자인이 완성되었다.
재사용 가능한 우주 발사체에 대한 원안은 팰컨 9 v1.0의 개발에 사용된 그래스호퍼 서브 오비털 발사체로부터 처음 구상되었다. 2012년부터 2013년, 이 저궤도 테스트 장비는 총8번의 역추진 착륙을 성공하였다. 2013년 3월, 스페이스X는 팰컨 9 v1.1의 첫 비행을 예고하였다. 모든 1단계 부스터들은 부스터 재사용을 위한 테스트 장비를 장착할 예정이었다. 스페이스 X는 1단 부스터가 발사 구역으로 스스로 복귀할 수 있는 능력을 보유할 때까지 이런 실험을 꾸준히 계속해 나갈 것이라고 하였다.

### 포스트-미션 착륙

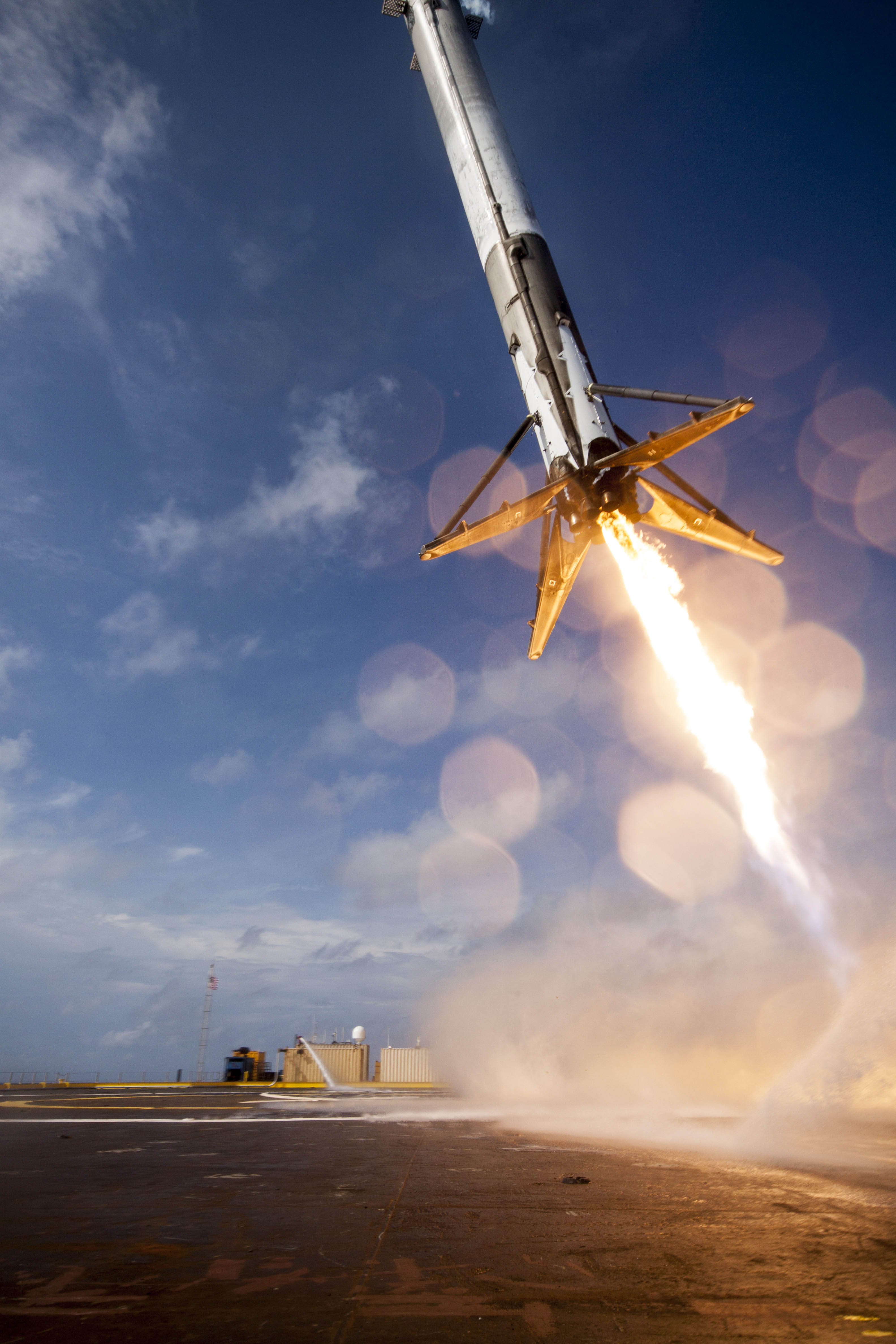
2015년 4월, 해상 드론쉽에 착륙을 시도하고 있는 B1015.

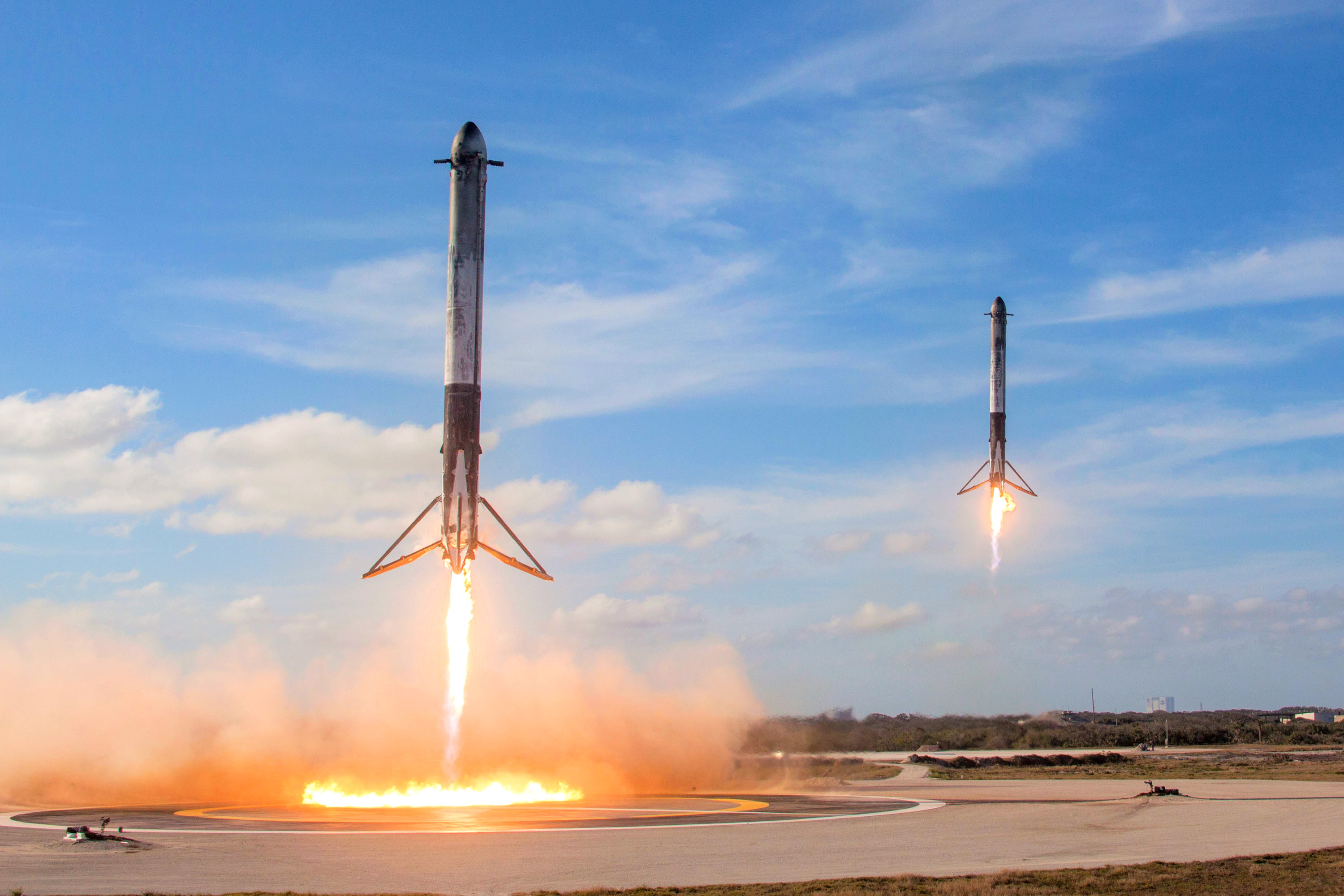
2018년 2월, LZ-1과 LZ-2에 착륙 시도중인 B1023과 B1025.

2013년 10월 팰컨 9 8회차 비행, 2단계 발사체 분리 이후 부스터는 재진입 속도를 감소시키기 위해 엔진을 점화했다, 그리고 수면에 닿기 직전 부스터를 재점화하였다. 스페이스X는 단단한 지면에 완전히 착륙이 가능할 때까지 이러한 하강 테스트를 계속 시도할 것이라고 밝혔다. 비록 완전한 성공은 아니었지만 발사체는 방향을 틀어 대기권에 재진입 및 재점화할 수 있었다. 착륙 재점화 당시 RCS 스러스터는 공기역학적으로 유도된 발사체 회전을 저지할 수 없었다. 원심력이 엔진으로 전해지는 연료 리드를 저지하여 1단 발사체 엔진을 지나치게 빠르게 정지시켜 버렸기 때문이다. 이것은 발사체가 너무 빠른 속도로 해면에 충돌하게끔 하였다.
이러한 해상 착륙시도를 4회 더 시도한 뒤, 2015년 1월, CRS-5 미션의 1단계 부스터 B1012가 해상 드론쉽(Autonomous Spaceport Drone Ship, ASDS)에 착륙을 시도했다. 로켓은 최초로 그리드핀을 사용한 공기역학을 이용하여 스스로를 드론쉽의 위치로 유도했으나, 스티어링 능력을 상실하여 드론쉽에 충돌하였고, 그 충격으로 폭파하였다. 해상 드론쉽에 착륙하려는 시도는 2015년 4월 CRS-6 미션에서 시도되었다. 발사 이후 머스크는 바이오 추진제의 오류로 인해 발사체가 착륙을 위해 즉각적으로 반응하지 않을 것이라는 연락을 받았다.
발사 구역 인근 지상 착륙패드에 착륙시키려는 시도는 팰컨 9 20번째 미션에서 시도되었다. 이는 2015년 12월, 팰컨 9 Full Thrust의 첫 비행이었으며 부스터는 성공적으로 회수되었다. 이것은 로켓이 오비털 발사 이후 미션을 성공적으로 수행, 역추진하여 착륙한 최초의 사례였다. 해상 드론쉽(ASDS)에서의 첫 성공적인 착륙은 2016년 4월, CRS-8 미션을 통해 이루어졌다.
2013년에서 2016년간 총 6번 발사체가 성공적으로 착륙하여 회수되었다. 2017년 1월, 스페이스X는 실험적인 로켓 착륙 시도를 모두 중지하였다. 팰컨 헤비 중심부의 착륙 시도는 여전히 실험적이고 스타링크 L4, L5 미션은 의도적으로 악천후에서 이루어지며 역시 실험적인 요소를 가미하기도 하였으나, 여전히 발사 이후 유실된 부스터는 Arabsat-6A 팰컨 헤비 발사에 사용된 B1055가 유일하다. 2020년 9월 12일 기준 부스터의 회수 성공률은 전체 70회 발사 중 60회, 85.17%이다.

### 재발사
이미 사용된 로켓의 재발사는 2016년 4월, CRS-8 미션에 사용된 B1021이 2017년 3월 재사용되며 최초로 이루어졌다. 부스터는 두번째 발사에서도 성공적으로 착륙했고, 이후 은퇴하였다.2017년 6월, 부스터 B1029는 2017년 1월에 진행된 이리듐 NEXT 미션 이후 2017년 6월에 재발사되었다. B1046은 Bangabandhu-1 미션 이후 2018년 1월 셰르파 SSO-A 미션에 투입되어 첫 팰컨 9 블록 5 부스터의 재사용을 성공시켰다.

### 2단계 발사체와 페어링의 회수
많은 공공기관의 반발에 무릅쓰고, 2014년 말, 스페이스X는 2단계 발사체 회수에 필요한 추가 장비와 연료 및 엔진의 비효율성을 근거로 2단계 발사체 회수에 관한 계획을 팰컨 9에서 제거하였다. 하지만 2017년, 스페이스X는 스타쉽 프로젝트의 개발을 위해 한 두개의 2단계 발사체의 회수를 실험적으로 시도할 여지가 있다고 밝혔다. 2018년 4월 5일, 일론 머스크는 스페이스X가 추후 팰컨 9 미션의 2단계 발사체를 '거대한 파티 벌룬'을 사용하여 회수할 것이라고 언급했다.
수화물 페어링들은 대기권 마찰을 충분히 견뎌낼 수 있었고, 태평양에 안정적으로 착륙하였다. 2015년 6월, 미확인된 팰컨 9 발사체의 잔해가 바하마 제도의 연안에서 발견되었다. 이것은 일론 머스크에 의하여 수화물 페어링의 부품 중 하나로 확인되었다. 그리고 머스크는 이를 통하여 페어링 재사용에 관한 가능성을 언급하였다. 2017년 3월, 스페이스X는 수면을 가로지르며 착지하도록 유도하기 위한 낙하산과 스러스터를 사용하여 SES-10 미션의 수화물 페어링을 성공적으로 회수하였다.
2019년 4월 11일, 스페이스 X는 Arabsat-6A 미션의 페어링을 두개 모두 회수하였다. 스테이지 분리 이후 제거된 페어링은 지구 대기권으로 낙하하였고, 이것은 대서양에 착륙하여 스페이스X 페어링 회수 팀에 의해 성공적으로 회수되었다. 페어링 회수가 성공적으로 끝난 후, 일론 머스크는 이렇게 재활용된 페어링들이 스타링크 미션에 재사용될 것이라고 트윗하였다.2019년 6월, 스페이스X는 그물이 설치된 선박을 사용하여 페어링을 염분으로부터 보호하면서 회수하였다.

## 발사 구역
2018년 초부터 스페이스X는 총 세개의 발사장을 번갈아가며 활용했다.(케네디 우주 센터 발사구역 39A, 반덴버그 공군기지 우주 발사구역 4E, 케이프 케너버럴 공군기지 우주 발사구역 40, 각각 LC-39A, SLC-4E, SLC-40 등의 이름으로 불림) 이중 SLC-40은 Amos-6 발사체 폭파 사고로 인해 심각하게 손상되어 2016년부터 사용이 중단되었다가 추후 2017년 12월 보수되어 다시 사용되고 있다.
케이프 케너버럴 공군기지 발사구역 13을 LZ-1, LZ-2로 개조하여 부스터의 착륙장으로 사용하고 있다.

## 같이 보기
- 멀린 로켓 엔진
- 팰컨 헤비
- 상업용 궤도 운송 서비스 (COTS)
- 팰컨9/팰컨 헤비 1단 부스터 목록
- 팰컨9/팰컨 헤비 발사 목록